# Steve J. Adams
Steve J. Adams es un director de cine canadiense que codirige junto a Sean Horlor bajo su productora, Nootka St.
Adams y Horlor dirigieron varios cortometrajes juntos, incluyendo Just the Tip (2012), Only One (2016), A Small Part of Me (2016), Angela (2016), Hunting Giants (2017), Brunch Queen (2018), The Day Don Died (2018) y la serie documental corta Dear Reader (2021).
El primer largometraje documental del dúo, Someone Like Me, se estrenó en el 2021 Hot Docs Canadian International Documentary Festival, donde fue nombrado uno de los cinco ganadores del Rogers Audience Award. Posteriormente fue finalista para Best British Columbia Film en los Premios del Círculo de Críticos de Cine de Vancouver 2021, y nominado para el DGC Allan King Award for Best Documentary Film en los premios 2021 del Directors Guild of Canada.
Su segundo largometraje documental, Satan Wants You, fue lanzado en 2023.